# Günther Stranner
Günther Stranner (* 26. April 1967 in Gmünd) ist ein ehemaliger österreichischer Skispringer.

## Werdegang
Stranner gab sein Debüt im Skisprung-Weltcup im Rahmen der Vierschanzentournee 1983/84 beim Springen am 4. Januar 1984 in Innsbruck. Bei der Nordischen Skiweltmeisterschaft 1985 in Seefeld in Tirol erreichte Stranner auf der Normalschanze den 13. und auf der Großschanze den 26. Platz. Im Teamspringen gewann er gemeinsam mit Andreas Felder, Armin Kogler und Ernst Vettori die Silbermedaille hinter dem Team aus Finnland. Kurz nach der Weltmeisterschaft nahm Stranner am 11. Februar 1985 an der Junioren-Weltmeisterschaft in Täsch teil und gewann dort die Bronzemedaille im Einzelspringen von der Normalschanze. Im ersten Weltcup-Springen der Saison 1985/86 gelang ihm am 22. Dezember 1985 mit Platz 7 auf der Normalschanze in Chamonix erstmals der Sprung in die Weltcup-Punkteränge. Diesen Erfolg konnte er noch mehrmals in der Saison wiederholen. Seine beste Platzierung der Saison erreichte er mit dem 6. Platz beim Skifliegen in Planica. Er beendete die Saison mit 12 Weltcup-Punkten auf Platz 46 der Gesamtwertung.
Bei der Skiflug-Weltmeisterschaft 1988 in Oberstdorf kam er überraschend auf den 5. Platz.
Bei den Olympischen Winterspielen 1988 in Calgary auf der Normal- und der Großschanze jeweils den 20. Platz und wurde im Teamspringen gemeinsam mit Ernst Vettori, Heinz Kuttin und Andreas Felder Fünfter.
Vier Wochen nach den Olympischen Spielen gelang ihm bei Weltcup auf dem Holmenkollbakken in Oslo mit dem 3. Platz erstmals der Sprung aufs Podium. Am Ende der Saison belegte er mit 26 Punkten den 32. Platz in der Weltcup-Gesamtwertung.
In der Weltcup-Saison 1988/89 konnte er seine Weltcup-Punkte der Vorsaison noch ums einen erhöhen und beendete die Saison, die zudem seine erfolgreichste war, mit 27 Punkten auf Platz 31 der Weltcup-Gesamtwertung.
In den folgenden zwei Jahren konnte Stranner nur noch selten Weltcup-Punkte erreichen und beendete deshalb nach dem Springen in Bischofshofen am 6. Januar 1991 seine aktive Skisprungkarriere.